# Frederik Hendrikstraat (Amsterdam)
De Frederik Hendrikstraat is een straat in het Amsterdamse stadsdeel West tussen het Frederik Hendrikplantsoen en de Hugo de Grootkade in het verlengde van de Bilderdijkstraat. De straat is de belangrijkste verkeersader in de Frederik Hendrikbuurt. De straat is in 1886 vernoemd naar een zoon uit het vierde huwelijk van prins Willem van Oranje en halfbroer van prins Maurits van Oranje: prins Frederik Hendrik van Oranje (1584-1647). De huizen zijn gebouwd rond 1900. In de jaren negentig zijn grote bouwblokken vervangen door nieuwbouw.

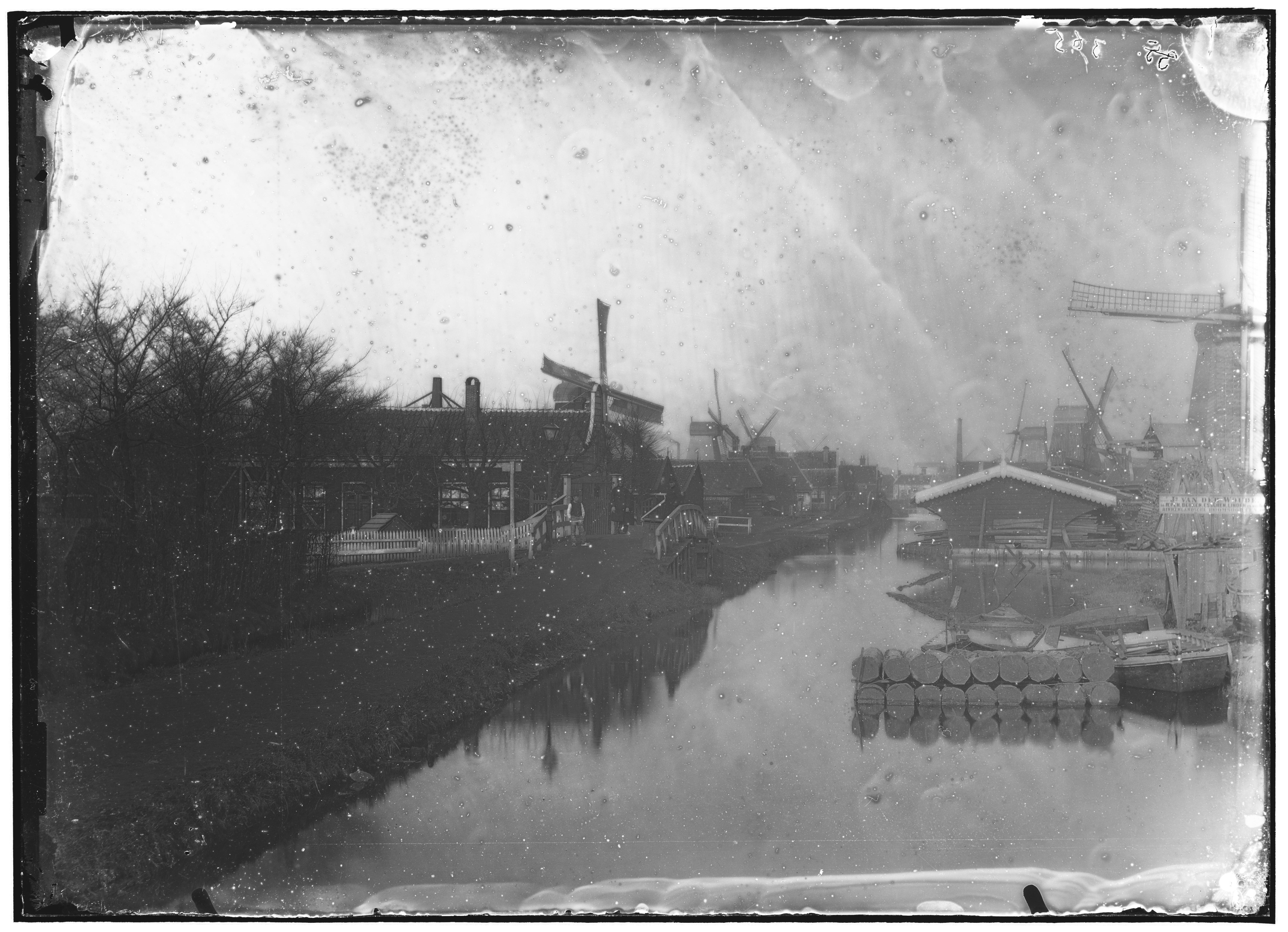
Middenweg

Tot 1877 viel het gebied bestuurlijk onder de gemeente Nieuwer-Amstel en lag op de plaats van de huidige straat de Nieuwer-Amstelse Middenweg. In 1877 werd de smalle uitstulping geannexeerd door Amsterdam voor de bouw van de Frederik Hendrikbuurt.   
De moskee As-Soena is gevestigd aan de Frederik Hendrikstraat 11-15. Op nr. 111-115 staat de Frederik Hendrikschool (FHS). De in het begin van de twintigste eeuw gebouwde voormalige huishoudschool speelde een belangrijke rol in de kraakbeweging. Hij werd in 1983 gekraakt. In 1989 kochten de krakers het gebouw van de gemeente en namen de grond in erfpacht.
Op het Hugo de Grootplein, waar de Frederik Hendrikstraat de Tweede Hugo de Grootstraat kruist, werd in 2007 een rotonde aangelegd ter vervanging van de gevaarlijke kruising die als een blackspot gold. Dit plein en deze straten nabij het plein vormen tevens het winkelgebied van de Frederik Hendrikbuurt.
Tramlijn 3 en buslijn 18 rijden door de Frederik Hendrikstraat.
Vanaf 1922 reed tramlijn 13 door de straat. In 1929 werd deze vervangen door lijn 3. Tussen 1923 en 1944 reed ook tramlijn 23 via deze straat richting Marnixstraat. Tussen 1977 en 1982 reed ook lijn 12 door deze straat.